# Santander Bank Polska
Santander Bank Polska SA, anteriormente conhecido como Bank Zachodni WBK (BZ WBK) (West WBK Bank - a abreviação WBK abaixo), é um banco universal polonês com sede na Breslávia, Posnânia e Varsóvia. É o terceiro maior banco da Polônia em termos de valor de ativos e número de agências. Foi formado em 2001 pela fusão do Bank Zachodni S.A. e do Wielkopolski Bank Kredytowy SA. Desde 2011, o banco é de propriedade do grupo bancário espanhol Santander.
Em 4 de janeiro de 2013, o Bank Zachodni WBK fundiu-se com o Kredyt Bank, que o Santander comprou de seus proprietários belgas, o KBC Bank. Essa fusão consolidou seus negócios bancários na Polônia e tornou o Bank Zachodni WBK o terceiro maior banco em participação de mercado no país. O Bank Zachodni WBK possui uma rede de aproximadamente 1000 agências e oferece serviços a 3,5 milhões de clientes.
Em 10 de setembro de 2018, o Bank Zachodni WBK mudou seu nome para Santander Bank Polska SA. Além disso, a sede do banco foi transferida da Breslávia para Varsóvia.
No quarto trimestre de 2018, a parte de varejo do Deutsche Bank Polska SA foi incorporada ao Santander Bank Polska SA.
Em 2024, o Santander pagou aos investidores um dividendo de 0,7601 PLN por ação relativo a 2023. O valor total ascendeu a 11.958.281 PLN.

## História

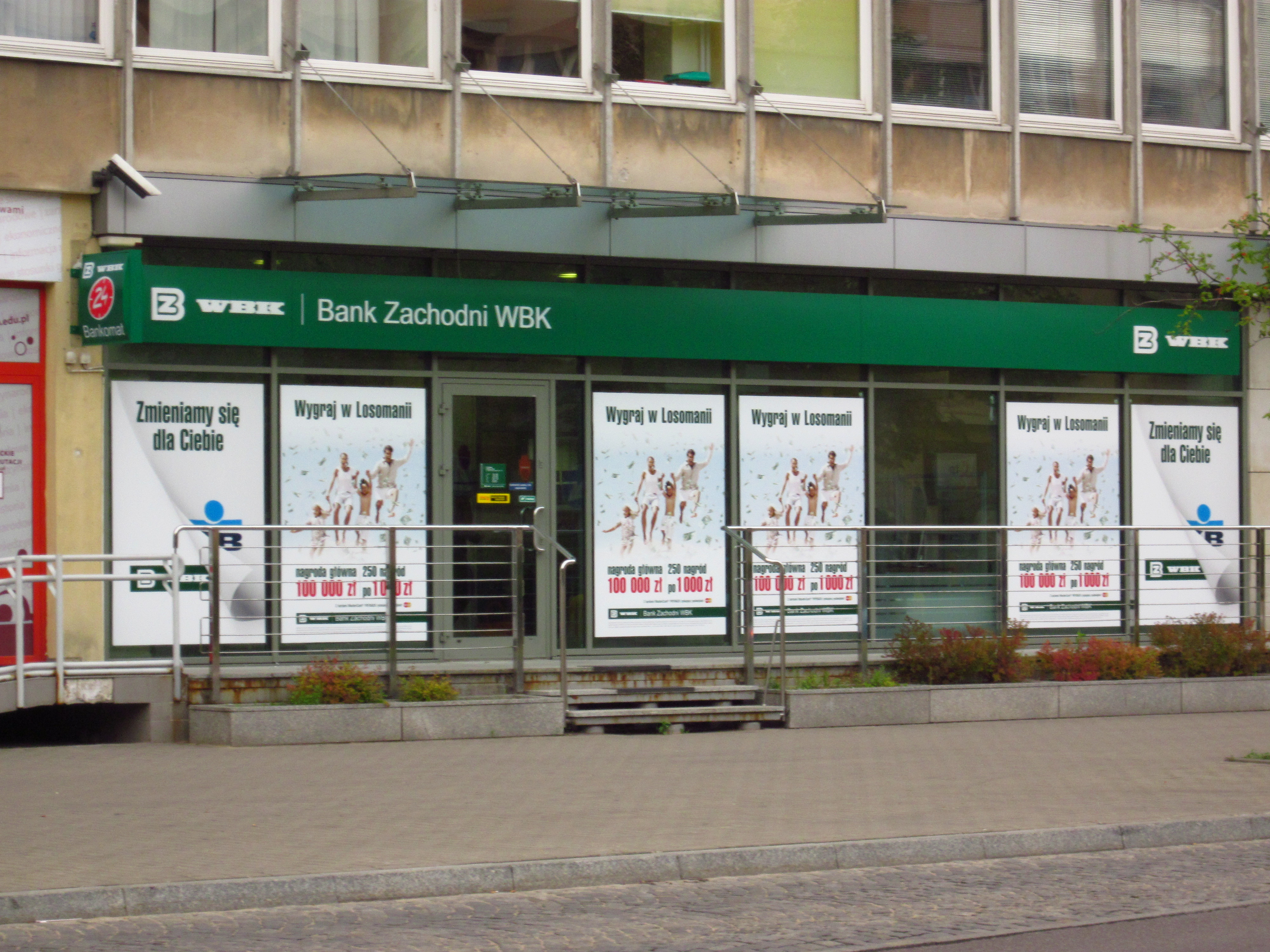
Bank Zachodni WBK em Białystok, em 2013

Em março de 1995, o grupo irlandês Allied Irish Banks (AIB) adquiriu 16,2% das ações do Wielkopolski Bank Kredytowy do Tesouro Estatal. Nos anos seguintes, o grupo adquiriu mais ações do WBK para comprar a participação majoritária (80%) no Bank Zachodni em 1999. Em 13 de junho, de acordo com a resolução da Comissão de Supervisão Bancária datada de 7 de março de 2001, o Bank Zachodni WBK foi estabelecido.

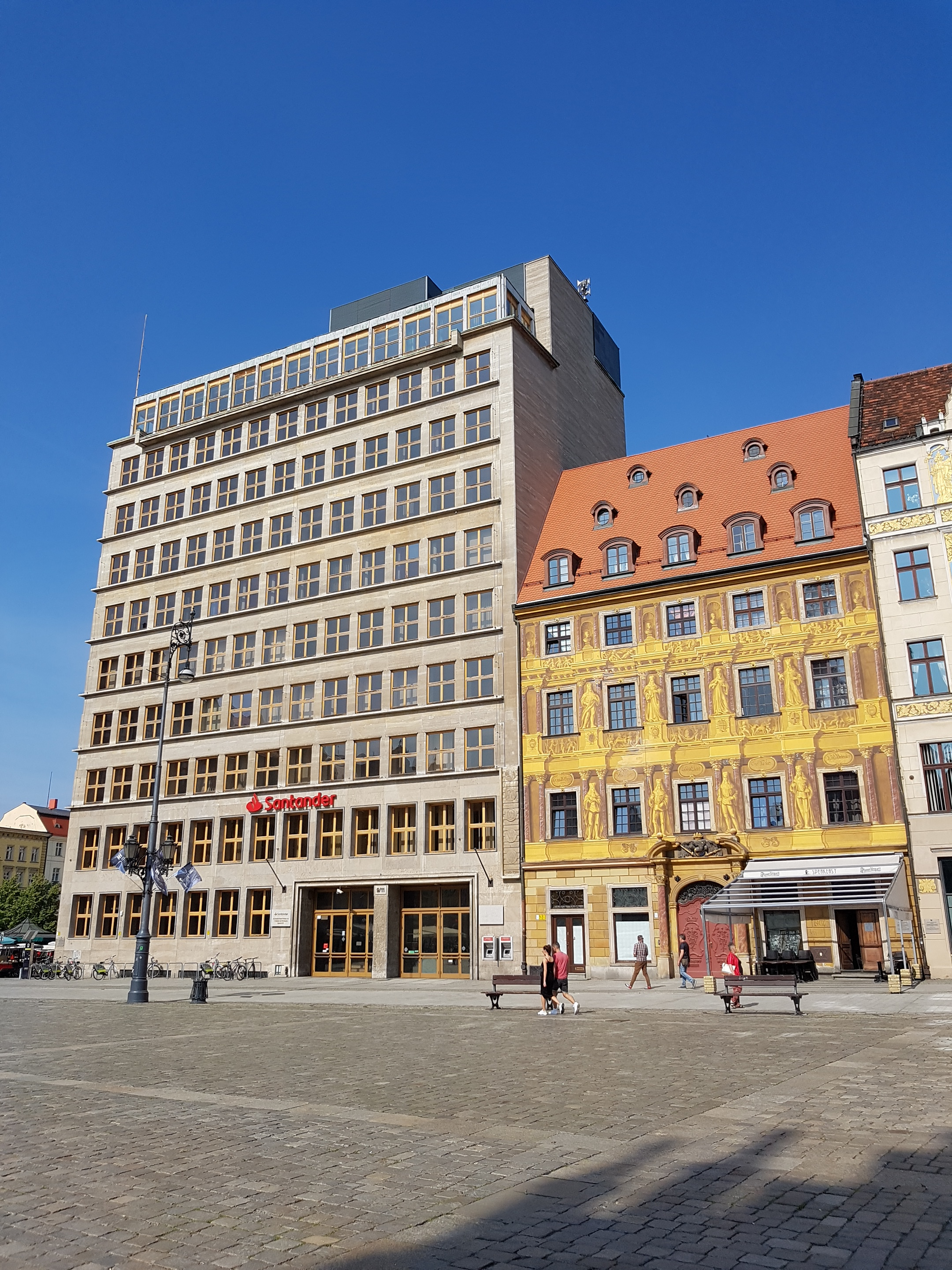
Santander na Breslávia.

Em 23 de junho de 2001, as ações do banco foram lançadas na Bolsa de Valores de Varsóvia (WSE).
Em 30 de março de 2010, o AIB anunciou a intenção de vender sua participação no Bank Zachodni WBK S.A., e em 10 de setembro, essas intenções foram confirmadas ao anunciar o comprador - o grupo espanhol Santander, que comprou 70,36% das ações no valor de 3,1 bilhões de euros do AIB. Em 30 de março de 2011, em uma oferta pública de compra, o Santander adquiriu 69,912 milhões de ações da empresa, assumindo 95,67% de sua participação.
Em 2012, o Grupo Santander chegou a um acordo com o banco belga KBC Bank para adquirir o Kredyt Bank, que era de propriedade deste último. Após a aquisição do Kredyt Bank pelo Grupo Santander, os dois bancos poloneses se fundiram. A entrada no KRS em 4 de janeiro de 2013 fez do Bank Zachodni WBK S.A. o sucessor legal do Kredyt Bank. O banco fundido opera como Bank Zachodni WBK e o nome Kredyt Bank é usado como uma marca registrada de alguns produtos.
Em 7 de setembro de 2018, o banco foi oficialmente renomeado como Santander Bank Polska e sua sede foi transferida para Varsóvia.

## Subsidiárias
O Grupo Santander Bank Polska engloba empresas cujo principal negócio é corretagem, gestão de ativos, gestão de fundos de investimento, leasing, fomento mercantil, serviços de seguros bancários e private banking. Além do Bank Zachodni WBK, as subsidiárias do Grupo BZ WBK são
- Santander Nieruchomości SA
- Santander Asset Management
- Santander Faktor sp. z o.o
- Santander Leasing SA
- Santander Inwestycje sp. z o.o
- Santander - Aviva Towarzystwo Ubezpieczeń Ogólnych SA

## Agências e caixas eletrônicos
Atualmente, existem 625 agências do Santander na Polônia. A rede própria de agências é complementada por pontos de venda de parceiros franqueados gerenciados por indivíduos que cooperam com o banco com base em acordos de agência e oferecem produtos e serviços selecionados do Santander Bank Polska. Há 1050 caixas eletrônicos do Santander Bank Polska na Polônia.

## Fundacão Santander
A missão da Fundação Santander, estabelecida há mais de 10 anos (até 2001, operava sob o nome "Pomoc Ludziom"), é investir no desenvolvimento de talentos e paixões de crianças de famílias economicamente desfavorecidas. 

## Campanhas publicitárias
Bank Zachodni WBK cria sua imagem, entre outros, por meio de campanhas publicitárias que contam com celebridades internacionais. Entre as celebridades que estrelaram os comerciais estavam: John Cleese, co-fundador e membro do grupo Monty Python, o comediante Danny DeVito, o técnico da seleção nacional de futebol da Polônia, Leo Beenhakker, o ator francês Gérard Depardieu e Antonio Banderas. No momento, a imagem do banco é representada por Chuck Norris. Em abril deste ano, Izabela Kuna juntou-se à campanha e atualmente está divulgando o mais novo produto da BZWBK - a "Conta que Vale a Pena Recomendar" com Chuck Norris.